# Tré Cool
Tré Cool (Frank Edwin Wright III, Frankfurt na Majni, 9. prosinca 1972.), američki glazbenik, najpoznatiji kao bubnjar američkog punk rock sastava Green Day.

## Životopis
Tre se rodio u Frankfurtu na Majni u Njemačkoj, gdje je njegov otac bio stacioniran kao vojni pilot u Vijetnamu. Poslije se preselio u Mendocino Mountains. Tamo je živio s ocem i dva starija brata. Njegov prvi susjed bio je Lawrence Livermore, vlasnik diskografske kuće Lookout! Records. S 12 godina Livermore ga je uzeo kao bubnjara sastava The Lookouts. Tada mu je dao nadimak Tré Cool, što znači "vrlo cool" na francuskom. Nakon prve turneje Green Daya po Americi, tadašnji bubnjar John Kiffmeyer odlučio je napustiti sastav. Tada je izbor pao na Tré Coola. Napustio je srednju školu i pohađao razne tečajeve na sveučilištu, ali je zbog turneja morao odustati od toga. Njegov otac Frank Edwin Wright II., koji je posjedovao malu prijevozničku tvrtku, uredio je za potrebe sastava jedan stari "bookmobile" ("knjižnicu na kotačima") kao prijevozno sredstvo na prvih nekoliko turneja. U siječnju 1995. je dobio kćerkicu Ramonu, a zatim u ožujku i oženio njenu majku Liseu Lyon. Ubrzo nakon toga su se rastali, no on se u svibnju 2000. ponovno oženio tadašnjom djevojkom Claudiom i s njom ima sina Frankita. Rastali su se 2003.
Svira sljedeće instrumente: bubnjevi, gitara i harmonika
Nastupa/o je s više sastava: The Lookouts, Screeching Weasel i Samiam, a najpoznatiji je Green Day.